# Renée Maheu
Renée Maheu (née Renée Anctil le 14 février 1929 à Drummondville et morte le 19 mars 2007 à Cowansville), est une soprano, biographe et musicologue journaliste québécoise.

## Biographie
Elle commence ses études de chant avec Raoul Jobin et Louise André. Elle est dans les années 1960, l'une des premières à s'intéresser au répertoire des cantates françaises du XVIIIe siècle.
En 1968 à la suite d'un accident, elle met un terme à sa carrière de soprano, et se consacre à l'écriture et à la production audiovisuelle. Elle est reconnue pour ses biographies de Raoul Jobin, de Pierrette Alarie et Léopold Simoneau, de John Newmark, et d'Arthur LeBlanc.
Peu avant son accident, elle a enregistré Les chants sauvages, poèmes et musique de Marie Noël, avec piano (Françoise Petit), flûte (Yanet Puech) et cornet (Michel Chapelier).